# Ланцюгова реакція (фільм, 1980)
«Ланцюгова реакція» (англ. The Chain Reaction) — австралійський фільм в стилі пост-апокаліпсис режисера і сценариста Ієна Баррі. У головній ролі знімався Стів Біслі. Прем'єра в Австралії відбулася 25 вересня 1980 року.
«Ланцюгова реакція» номінована на премію «Сатурн» у 1983 році в категорії «Кращий іноземний фільм».

## Сюжет
Сильний землетрус в Австралії викликає небезпечний витік у сховищі ядерних відходів. Інженер Генріх Шмідт, що працював там, розуміє що будуть отруєні підземні води на сотні миль навколо і хоче попередити громадськість. Його бос, однак, не бажає ніякого розголосу і намагається залишити аварію в таємниці від людей. Генріх тікає з об'єкта, але через отруєння під час аварії, частково втрачає пам'ять та губиться у лісі. Його рятує автомеханік Ларрі (Стів Біслі), який відпочивав неподалік зі своєю дружиною Кармел. Тим часом, трійцю переслідують найманці...

## У ролях
| Актор                | Роль                                     |
| -------------------- | ---------------------------------------- |
| Стів Біслі           | Ларрі Стілсон                            |
| Арна-Марія Вінчестер | Кармел Стілсон                           |
| Росс Томпсон         | Генріх Шмідт                             |
| Ральф Коттерілл      | Грей                                     |
| Г'ю Кіяс-Берн        | «Орел»                                   |
| Роджер Ворд          | «Лось»                                   |
| Річард Мойр          | молодший констебль Піготт                |
| Лорна Леслі          | Глорія                                   |
| Патрік Ворд          | Оутс                                     |
| Лорі Моран           | сержант поліції МакСуіні                 |
| Майкл Лонг           | лікар                                    |
| Мел Гібсон           | бородатий механік (в титрах не вказаний) |